# Йозеф Гоффманн
Йозеф Франц Марія Гоффманн (нім. Josef Franz Maria Hoffmann; 15 грудня 1870, Пірніц, нині Бртніце, Чехія — 7 травня 1956, Відень) — австрійський архітектор та дизайнер.

## Життєпис

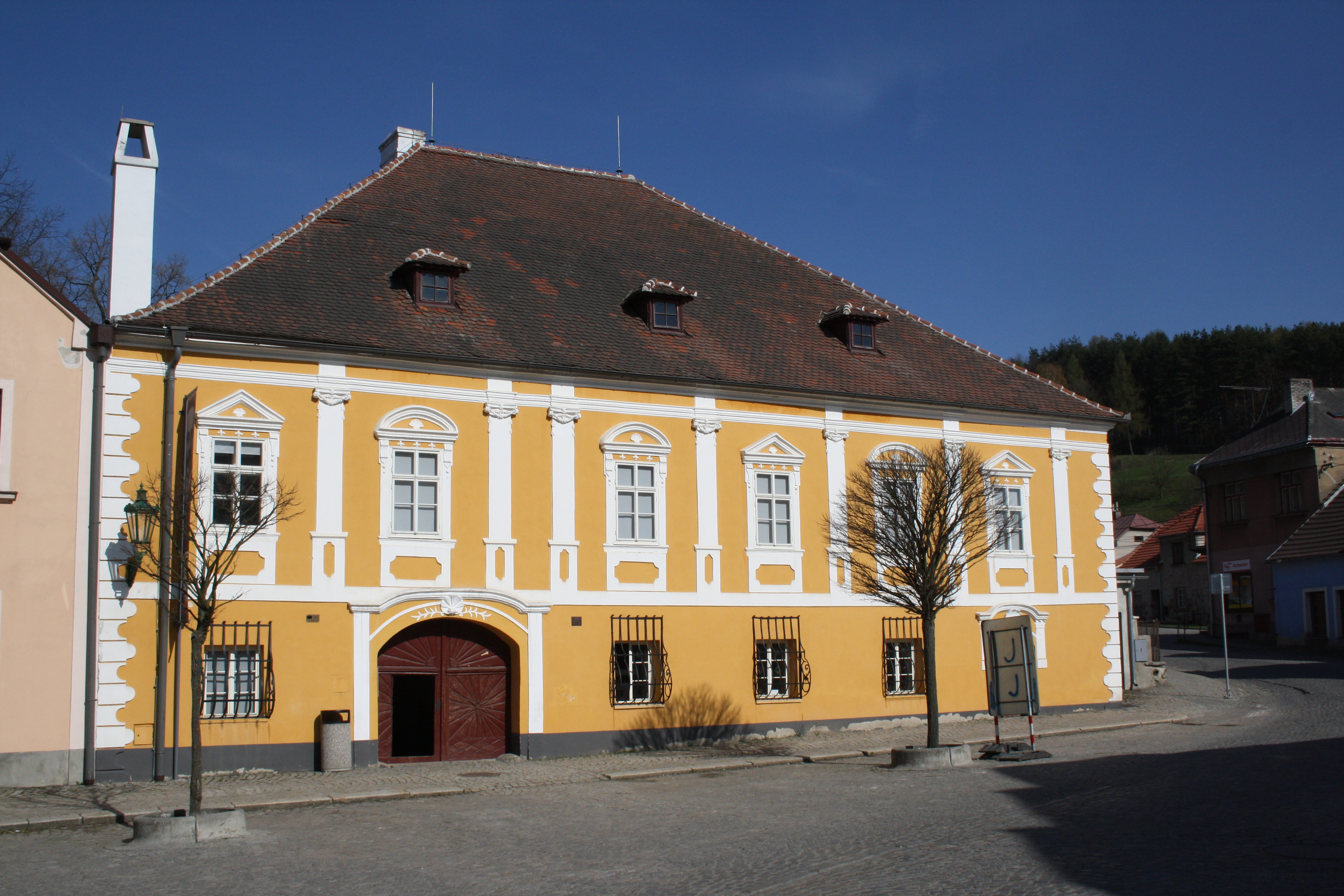
Музей Йозефа Гоффманна у Бртніце

Навчався у Віденській художньо-промисловій школі у Карла Газенауера.
У 1895 році здобув Римську премію та можливість поїхати до Італії для навчання. Після поїздки до Італії став помічником дизайнера в студії Вагнера у Відні. Зазнав сильний вплив архітектора Чарлза Войсі і «четвірки з Глазго».
У квітні 1897 року разом з Йозефом Ольбріхом, Густавом Клімтом і Коломаном Мозером заснував Віденську сецесію, перша виставка якох відбулася в 1898 році. На ній він представив оформлення кімнати, розроблене під впливом ідей про синтез мистецтв.
У 1899 році почав викладацьку діяльність у школі прикладного мистецтва при Австрійському музеї мистецтва і промисловості у Відні.
У 1900 році змінив Ольбріха на посаді головного проектувальника фешенебельного передмістя Відня Гоге-Варте. У передмісті ним були побудовані чотири вілли (1901–1905).
У 1900 році, після другої виставки Сецесії, в якій брали участь провідні майстри англійського модерну, запрошений до Англії, де співпрацював з Чарлзом Макінтошем і познайомився з роботами Чарлза Ешбі і його «Гільдією ремесел».
До 1902 виробив свій власний стиль, для якого характерний акцент на контур і пропорції.
У 1903 році разом з Мозером створив «Віденські майстерні» з проєктування, виробництва і продажу високоякісних предметів домашнього побуту (до 1933), що здобули світову популярність. Його першою важливою спорудою став санаторій у Пуркерсдорф (1903–1905), в якому зодчий наблизився до стилю свого вчителя Вагнера.
Після зустрічі в 1905 році з великим бельгійським промисловцем Стокле почав роботу над однією з найважливіших для архітектури початку XX століття спорудою — палацом Стокле (Брюссель), який нині віднесений до Всесвітньої спадщини ЮНЕСКО.
У 1907 році разом з Петером Беренсом, Йозефом Ольбріхом та іншими заснував «німецький Веркбунд», який ставив собі за мету поліпшення ремісничого навчання. Знову повернувся до ідей Сецессіону лише в 1939 році, але організація була закрита нацистами.

## Творчість
Був ведучим представником віденського «модерну», але раціональністю ряду своїх робіт прокладав шлях функціоналізму.
Серед його проєктів:
- Палац Стокле в Брюсселі,
- санаторій у Пуркерсдорфі поблизу Відня (1903–1904),
- австрійські павільйони на багатьох виставках Веркбунду в Кельні, 1914, бієнале у Венеції, 1934 та ін.

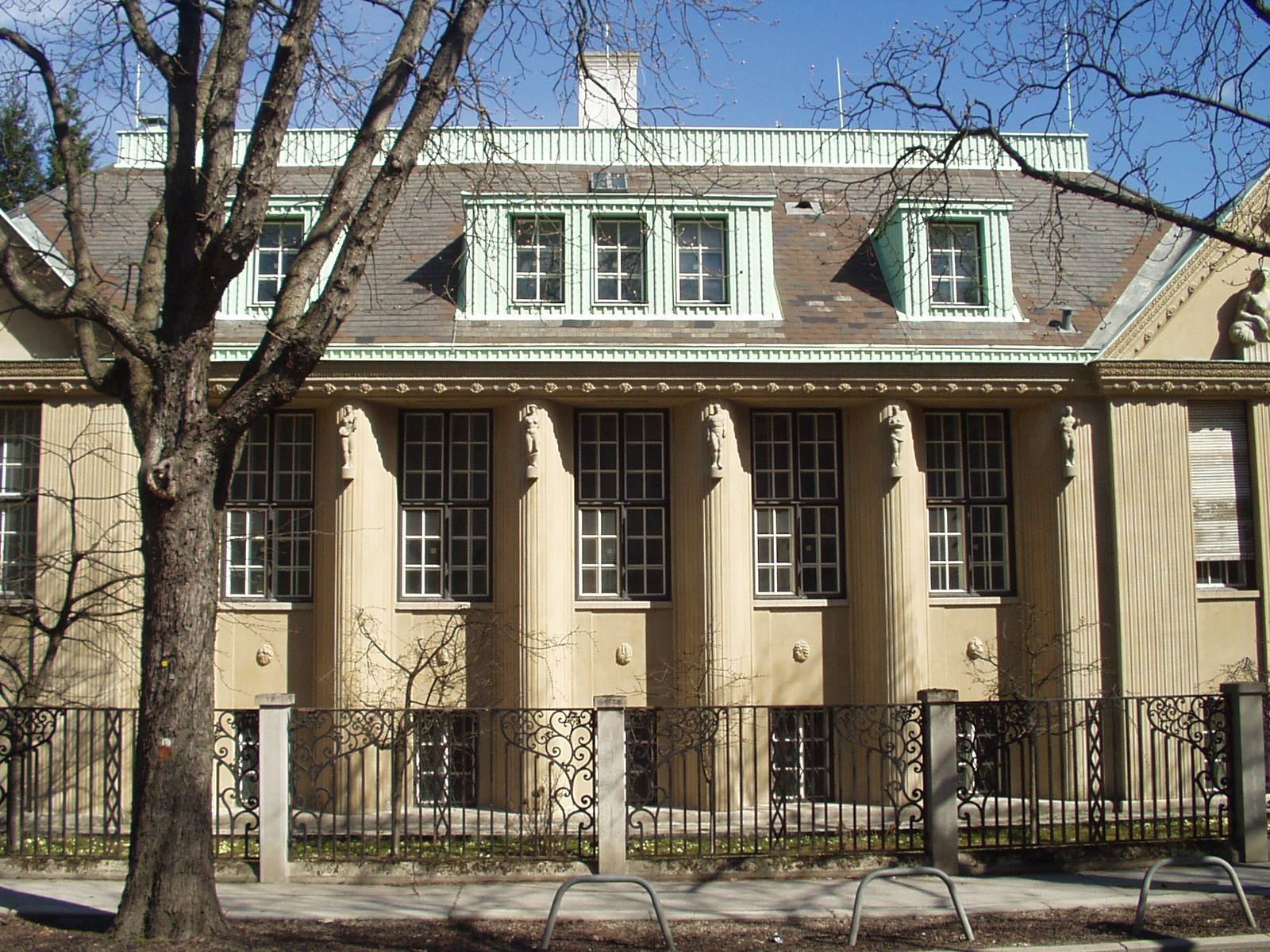
Вілла Skywa-Primavesi, Відень
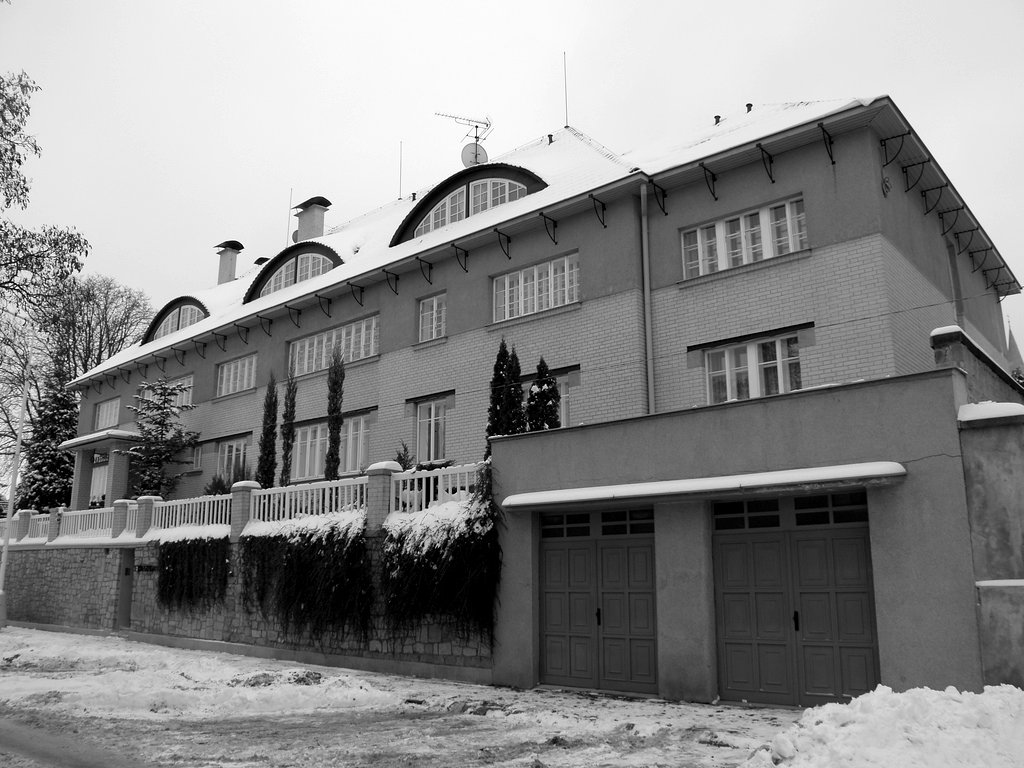
Poldihaus у Кладно
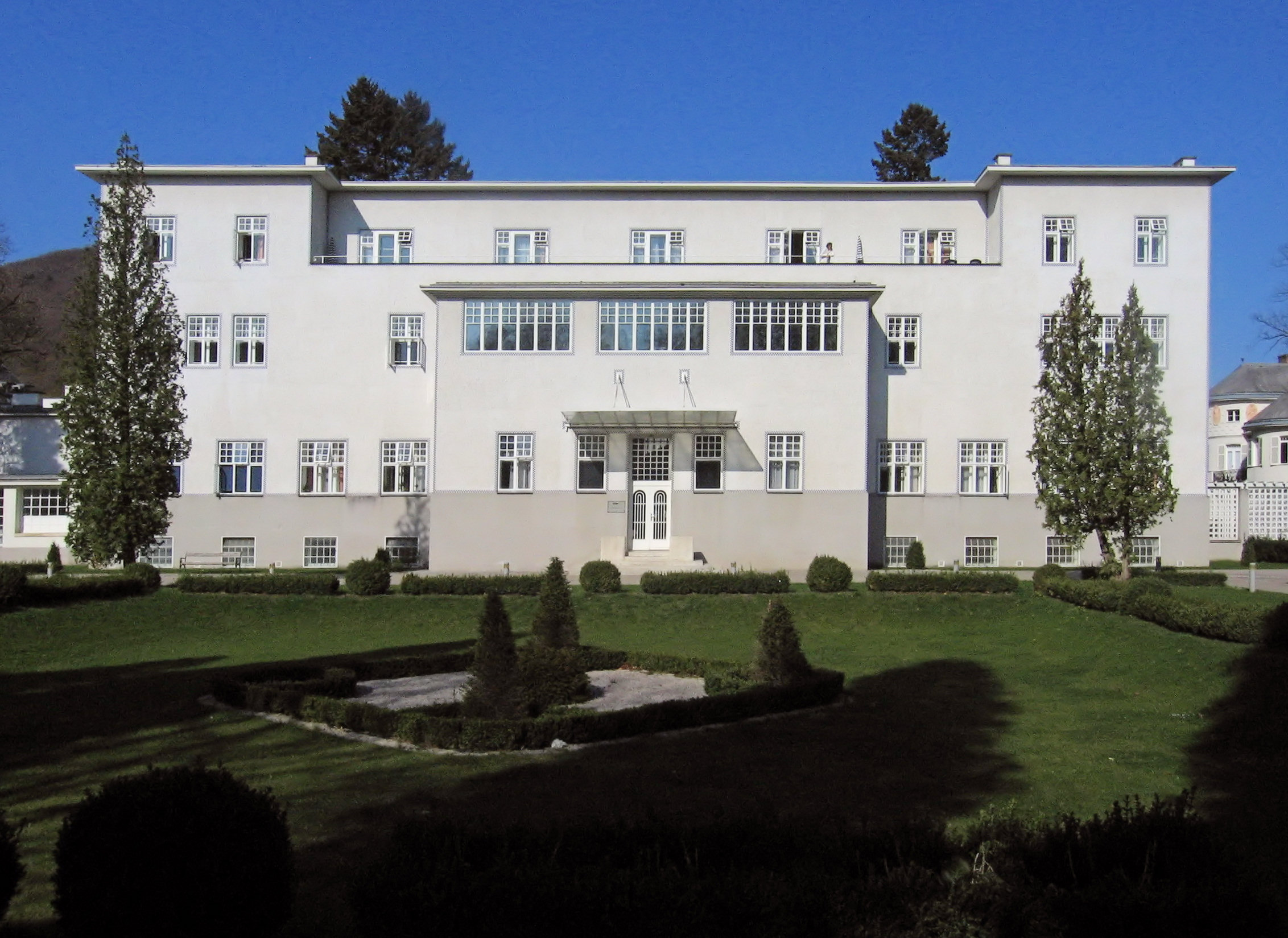
Санаторій у Пуркерсдорфі
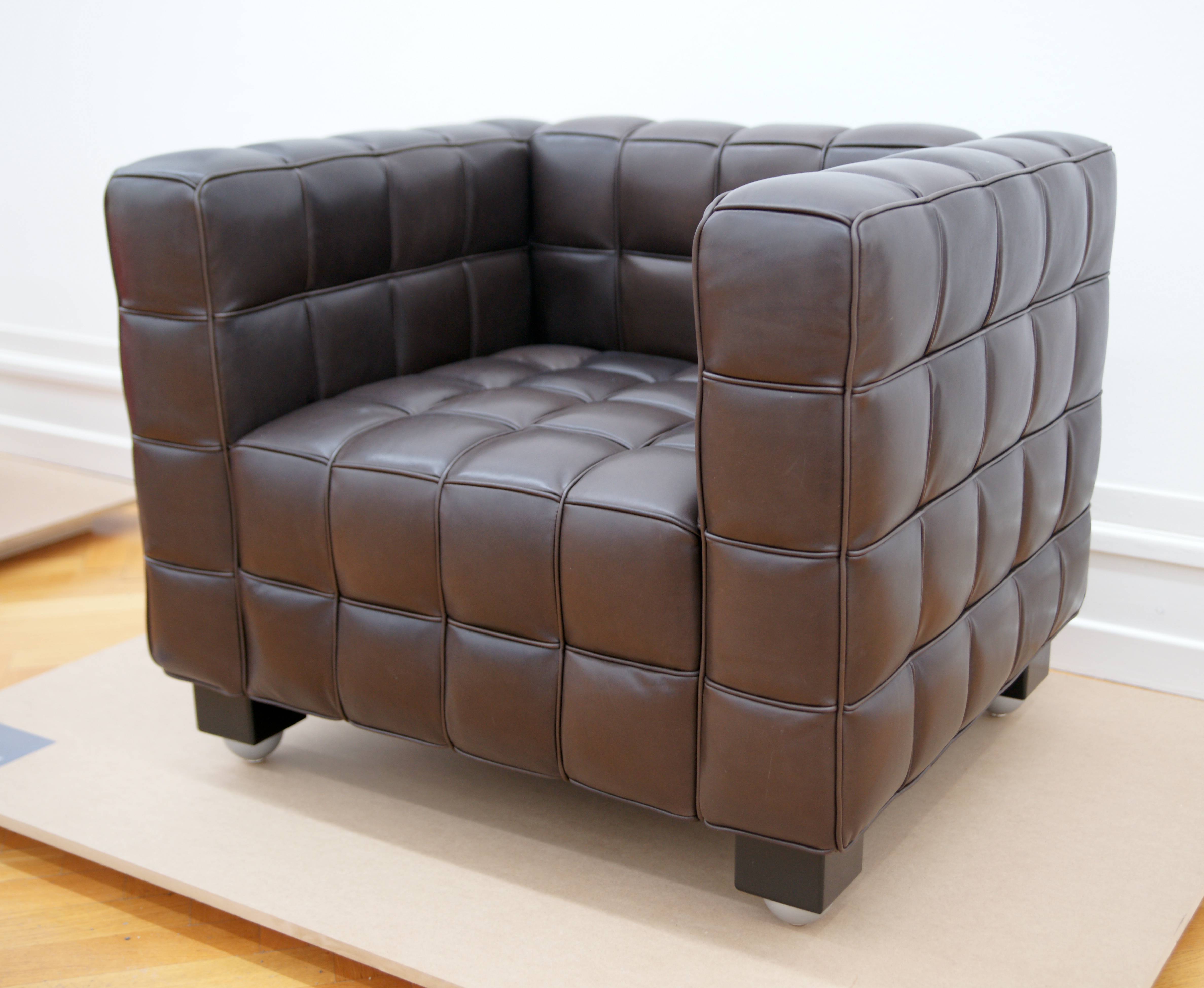
Крісло-куб — дизайн Йозефа Гоффманна, 1910